# شاه عباس دوم
شاه عباس دوم (با نام تولد سلطان محمد میرزا؛ ۳۰ اوت ۱۶۳۲ – ۲۶ اکتبر ۱۶۶۶) هفتمین شاه ایران صفوی بود که از ۱۶۴۲ تا ۱۶۶۶ حکومت کرد. او بزرگ‌ترین پسر صفی و همسر چرکس او، آنا بود. او تاج‌وتخت را در نه سالگی به ارث برد و برای حکومت مجبور شد با تکیه بر شورای سلطنتی به رهبری وزیر اعظم سابق پدرش، ساروتقی اعتمادالدوله حکومت را اداره کند. در ۱۶۴۵، او در پانزده سالگی ساروتقی را از قدرت برکنار کرد و پس از پاکسازی نظام دیوان‌سالاری، بر دربار خود اقتدار کرده و پادشاهی مطلقه خود را آغاز کرد.
دوران سلطنت عباس دوم با صلح و پیشرفت همراه بود. او هدفمندانه از جنگ با امپراتوری عثمانی اجتناب کرد و روابطش با ازبک‌ها‌ی شرق دوستانه بود. او آوازه و اعتبارش را به‌عنوان فرمانده نظامی با رهبری ارتش خود در طول جنگ با امپراتوری گورکانی افزایش داد و قندهار را به‌طور موفقیت‌آمیزی دوباره به دست آورد. رستم خان به دستور او در سال ۱۶۴۸ به پادشاهی کارتلی حمله کرد و پادشاه شورشی تهمورث اول را به تبعید فرستاد. در سال ۱۶۵۱، تهمورث تلاش کرد تا تاج از دست رفته‌اش را با حمایت روسیه تزاری پس بگیرد، اما روس‌ها در یک درگیری کوتاه میان سال‌های ۱۶۵۱ و ۱۶۵۳ به‌دست ارتش عباس شکست خوردند؛ مهم‌ترین رخداد این جنگ، تخریب قلعه روسیه در سمت ایرانی رود ترک بود. عباس همچنین شورشی به رهبری گرجی‌ها را میان سال‌های ۱۶۵۹ و ۱۶۶۰ سرکوب کرد که در آن واختانگ پنجم را به عنوان پادشاه کارتلی پذیرفت، اما رهبران شورشی را اعدام کردند.
عباس از اواسط سلطنتش به بعد دچار انحطاط مالی شد که تا پایان سلسلهٔ صفویه گریبانگیر قلمرو شد. او در سال ۱۶۵۴ به منظور افزایش درآمد، محمد بیگ را که اقتصاددان برجسته‌ای بود منصوب کرد. اما او نتوانست بر رکود اقتصادی غلبه کند. کوشش محمد بیگ اغلب به خزانه‌داری آسیب وارد می‌کرد. او از کمپانی هند شرقی هلند رشوه می‌گرفت و اعضای خانواده‌اش را در موقعیت‌های مختلف منصوب می‌کرد. در سال ۱۶۶۱، میرزا محمدمهدی کرکی که مدیر ضعیف و ناتوانی بود، جایگزین محمد بیگ شد. کرکی از امور خصوصی شاه در کاخ بی‌خبر بود، تا جایی که از وجود سام میرزا یعنی شاه سلیمان آینده نامطلع بود.
عباس دوم در سی و چهار سالگی درگذشت. مورخان مدرن او را آخرین پادشاه قدرتمند سلسلهٔ صفوی توصیف می‌کنند. او برای توجه مداوم به امور دولتی از پدر و جانشینانش متمایز بود. او بابت احساس عدالتش معروف است. مورخان و ناظران غربی اغلب او را به‌عنوان پادشاهی بزرگوار و بردبار معرفی می‌کنند که بر حکومتی عاری از شورش و سفر نسبتاً امن حکومت می‌کند. برخی از مورخان او را به خاطر اعمال ظالمانه‌ای مشابه پدرش و تغییر مذهب اجباری بر یهودیان ایرانی مورد انتقاد قرار داده‌اند، اما بیشتر آن‌ها به بردباری او نسبت به مسیحیان اشاره کرده‌اند. مفسران پس از سقوط سلسله صفویه در سال ۱۷۲۲، از او به‌عنوان فرمانروایی مقتدر یاد می‌کنند که به‌طور موقت افول دولت صفوی را معکوس کرد تا دوره‌ای از شکوفایی، ثبات و صلح ایجاد کند که با مرگ او یک‌بار برای همیشه پایان یافت.

## سال‌های اولیه
عباس دوم در روز دوشنبه ۹ شهریور سال ۱۰۱۱ خورشیدی (۳۰ اوت ۱۶۳۲) در قزوین به دنیا آمد. در ابتدای تولد او را سلطان محمد میرزا نامیدند. او پسر دوم شاه صفی از همسر چرکس تبار وی، آنا خانم بود. او پنج برادر و سه خواهر داشت. دوران کودکی او در حرم‌سرای شاه گذشت و توسط رجبعلی تبریزی آموزش دید. وی همچنین راه و رسم ادارهٔ کشور را از ناظر دربار، محمد علی بیگ و رئیس محافظان سلطنتی، جان بیگ خان شاملو فراگرفت.

## آغاز پادشاهی
محمد میرزا در ۱۶ صفر ۱۰۵۲ قمری مصادف با ۱۵ مه ۱۶۴۲ میلادی در سن ده سالگی تاج‌گذاری کرد. او به سبب سن بسیار کم، هیچ آگاهی از امور و تجربهٔ کشورداری نداشت و زمام تمام امور عملاً در دستان مادرش آنا خانم و وزیر اعظمش ساروتقی و پس از مرگ آن دو خلیفه سلطان و محمد بیگ متمرکز بود و این در حالی بود که خود عباس در قزوین به ادامه تحصیل مشغول بود. عباس به دلیل همین کم‌تجربگی تا یک سال نخست سلطنت خویش از به‌کار بردن شهرت ثانی برای خویش خودداری می‌کرد و به همان لقب شاه عباس اکتفا می‌نمود.
بعد از گذشت یک سال عباس به پایتخت صفویان اصفهان رفت. در همان سال رستم خان سپهسالار قدرتمند صفویان علیه شاه جوان شورش کرد تا او را از سلطنت برکنار کند و به سمت اصفهان ره‌سپار شد اما ساروتقی اعتمادالدوله موفق شد او را در نزدیکی مشهد به قتل برساند.

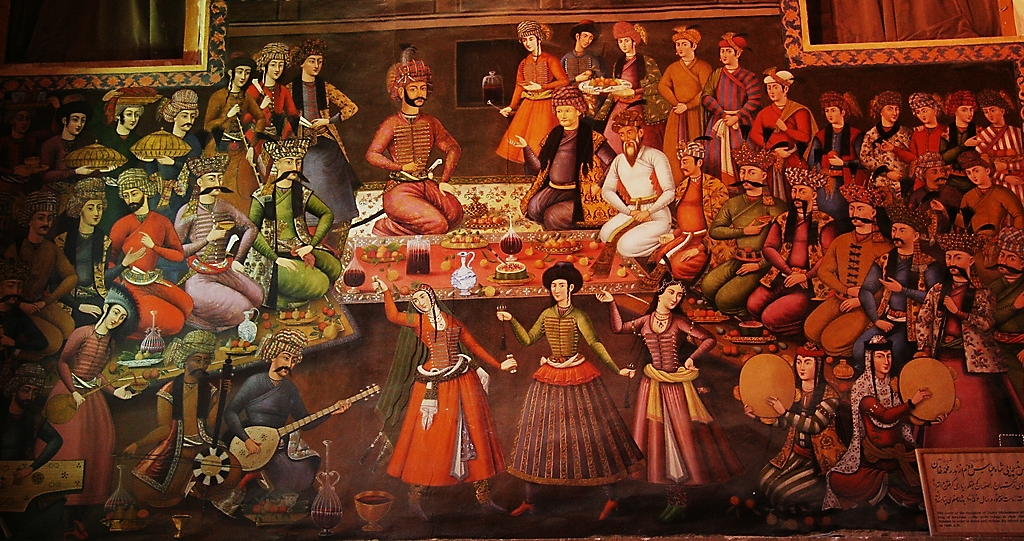
پرتره‌ای از دربار شاه عباس دوم واقع در کاخ چهل‌ستون.

در سال ۱۰۵۴ق (۱۶۴۴) برخی از طوایف بختیاری علیه عباس دوم شورش کردند اما ساروتقی به سرعت آن‌ها را سرکوب کرد. او بعداً رهبری مقابله با فساد را بر عهده گرفت در نتیجه دشمنان زیادی علیه او به وجود آمدند. سرانجام وی در ۱۱ اکتبر ۱۶۴۵ توسط تعدادی از افسران ارتش صفوی ترور شد و عباس در ۱۴ اکتبر خلیفه سلطان را جانشین او کرد. با آنکه او ابتدا این پیشنهاد را رد کرد اما بعداً سریع پذیرفت. هدف از انتخاب او دانش گذشته وی و نفوذی بود که در دولت داشت.
عباس دوم برخلاف پدرش به مذهب سنی علاقه بیشتری نشان می‌داد که همین عامل دشمنی عده کثیری از علمای حاضر در دربار پدرش نیز شده بود. در زمان عباس دوم با وجود اعتدال نسبی شاه به مذهب نسبت به کلیمیان و ارامنه تبعیض‌هایی ایجاد می‌شد که از آن‌جمله می‌توان به اشراف اجباری کلیمیان به دین اسلام و ممنوعیت فروش شراب ارامنه به مسلمانان یاد کرد.

## فتح قندهار

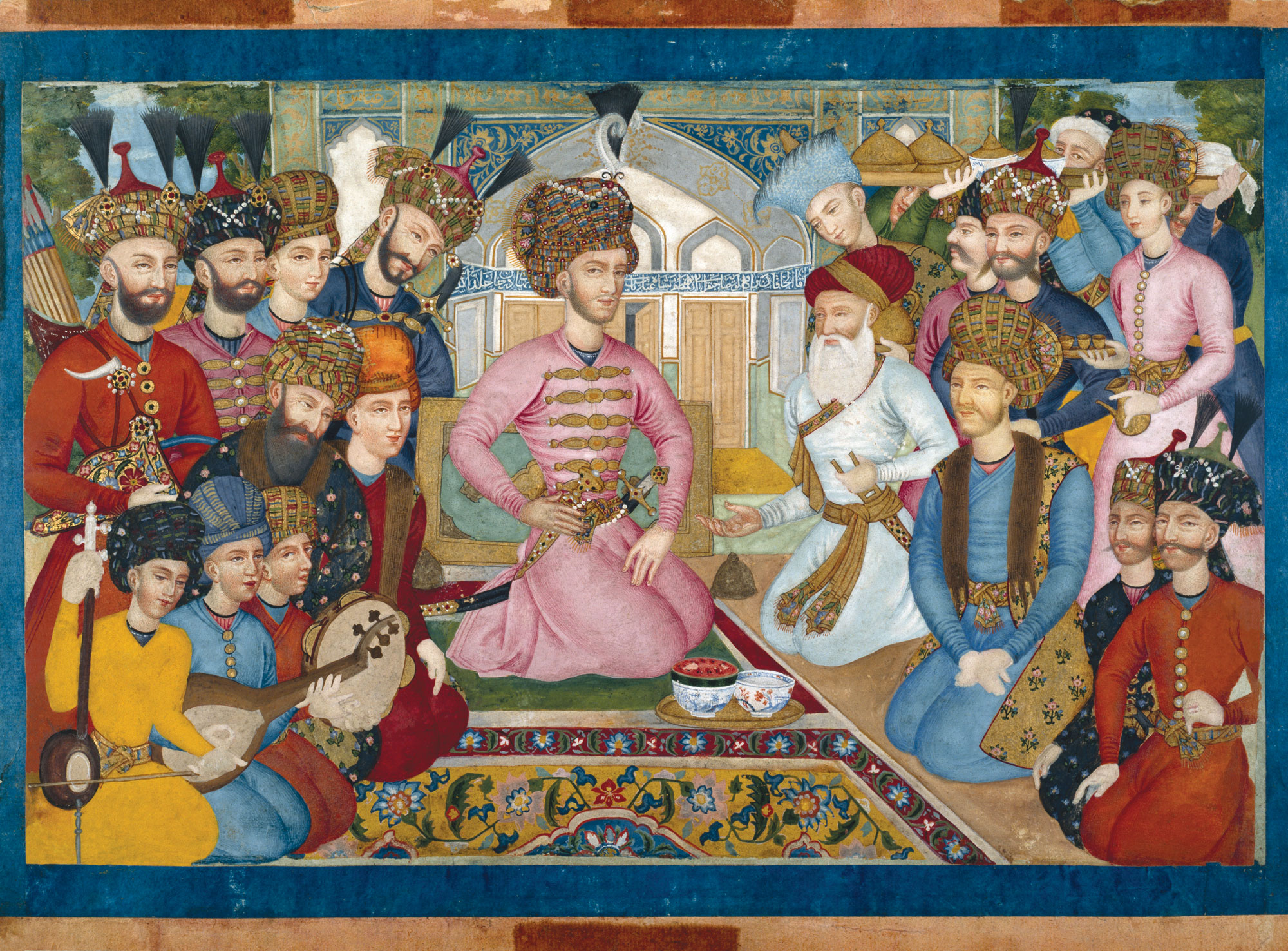
مجلس شاه عباس دوم و سفیر گورکانیان اثر ابوالحسن مستوفی غفاری قرن ۱۸ میلادی.

شاه عباس دوم برخلاف پدرش از همان زمان که به سلطنت رسید به امور دولت و نظامی علاقه جدی نشان می‌داد. او در تابستان سال ۱۰۵۸ (۱۶۴۸) برای باز پس‌گیری قندهار از امپراتوری گورکانیان همراه با سپاهی ۴۰ هزار نفری ره‌سپار آن‌جا شد. او پس از تسخیر لشکرگاه قندهار را محاصره کرد و بعد از محاصره کوتاهی در ۲۲ فوریه ۱۶۴۹ آن‌جا را تصرف کرد. سپس شاه عباس غلام گرجی خود، مهراب خان را به عنوان فرماندار قندهار منصوب کرد. گورکانیان در سال ۱۶۵۱ تلاش کردند قندهار را پس بگیرند اما با آمدن زمستان آن‌ها مجبور به عقب‌نشینی شدند.
شاه جهان، امپراتور هند، پسرش اورنگ‌زیب را همراه با لشکری که ۵۰ هزار نفر سرباز داشت برای گرفتن قندهار فرستاد. اگر چه اورنگ‌زیب عباس دوم را در خارج از شهر شکست داد اما نتوانست آن‌جا را فتح کند. حتی توپ‌های جنگی او کاری از پیش نبرد. اورنگ‌زیب در سال ۱۶۵۲ شهر را محاصره و تصرف کرد. در این زمان عبدالعزیز ازبک با شاه عباس هم‌پیمان شد و در ماه مه ۱۶۵۲، ۱۰ هزار سرباز را روانه کابل کرد تا آشوب برپا کند. اگر چه آن‌ها به اندازه‌ای قدرتمند نبودند که محاصره گورکانیان را بشکنند اما ازبکان ۲ هزار سرباز گورکان را که همراه یک و نیم میلیون سکه به سمت محاصره می‌رفتند تهدید کردند. پس از دو ماه مقاومت صفویان و فعالیت ازبکان، اورنگ‌زیب مجبور به ترک محاصره و عقب‌نشینی شد. در سال ۱۶۵۳ گورکانیان دوباره تلاش کردند قندهار را پس بگیرند اما شکست خوردند و این شهر تا زمان سقوط صفویان جزئی از ایران بود.

## درگیری‌های قفقاز

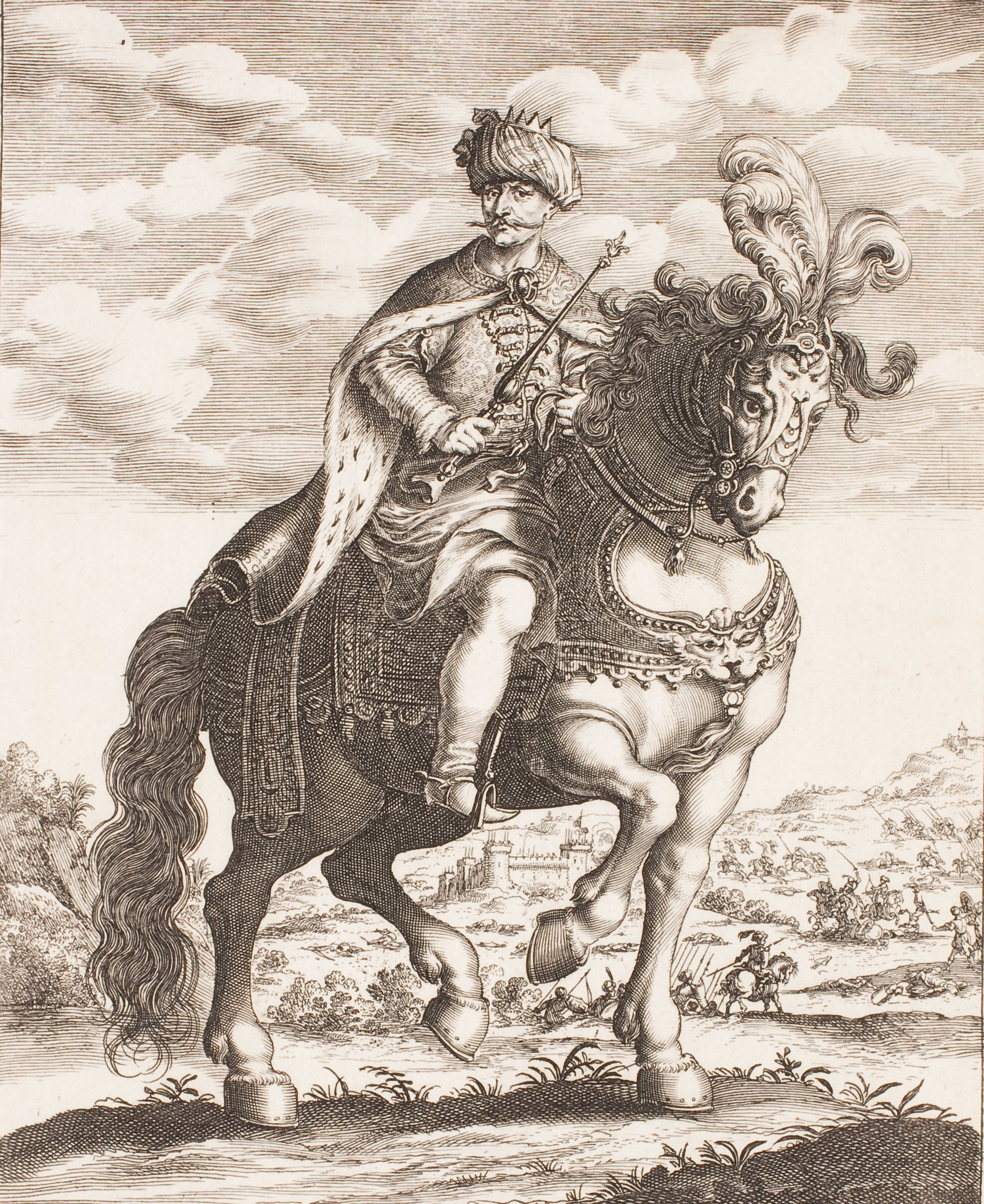
شاه عباس دوم اثر بالتازار مونکورنیت.

در سال ۱۶۵۱ میان ارتش صفوی با نیروهای روسی در قفقاز شمالی درگیری رخ داد که به جنگ‌های ایران و روسیه (۱۶۵۱–۱۶۵۳) مشهور شد. دلیل اصلی این نبرد، گسترش یک پایگاه نظامی روسی در کنار رودخانه سولاک و همچنین ساختن چندین قلعه در بخش ایرانی رود ترک بود. دولت صفوی بلافاصله نیروهایی را به سمت آن‌جابرای سرکوب فرستاد و برای بیرن کردن نیروهای روس پادگان نظامی را ویران کرد. اما به زودی درگیری دیگری در جبهه شرقی جنگ آغاز شد. در همین زمان دولت روسیه سفیر خود، لوبانوف روستسفکی را برای حل مسالمت‌آمیز جنگ به اصفهان فرستاد. عباس دوم با پیشنهاد سفیر موافقت کرد زیرا ابتدا می‌خواست جنگ را به سرزمین‌های دور شرقی بکشد ولی این جنگ بدون فتح سرزمین دیگری پایان یافت اما صفویان توانستند نفوذ خود را در قفقاز شمالی افزایش دهند.
در سال ۱۶۵۴ شاه عباس دوم وختینگ پنجم را حاکم گرجستان کرد. در سال ۱۶۵۶ مردم اصفهان علیه پارسادان گرجی‌زاده، بخش‌دار شهر قیام کردند. شاه عباس به سرعت او را از مقامش برکنار کرد و او را مسئول تشریفات دربار خود قرار داد.
در سال ۱۶۵۹ پادشاهی کاختی علیه حکومت صفوی قیام کرد که به قیام بختیرونی معروف شد. این قیام به دلیل تغییرات سیاسی و اسکان قزلباش‌های ترکمن در منطقه بود. این اقدام به دلایل سیاسی مختلف توسط دولت عباس دوم ایجاد شد که یکی از این دلایل نیاز به پس‌گیری استان بود. به دلیل مهاجرت‌های گسترده‌ای که توسط شاه عباس بزرگ صورت گرفت (تعداد ۱۳۰ تا ۲۰۰ هزار نفر)، همچنین کشتارهای گسترده‌ای که در سال ۱۶۱۶ صورت گرفت باعث خالی شدن منطقه از سکنه شد. دلیل دیگر این بود که دارایی‌های صفویان در گرجستان که از نظر جغرافیایی به داغستان نزدیک بود. لزگی‌ها از داغستان مرتباً به سرزمین‌های ایرانی حمله می‌کردند و آن‌جا را مورد غارت قرار می‌دادند. سرانجام این تصمیم به‌عنوان اقدامی علیه روسیه قلمداد شد که نفوذش را در داغستان افزایش داده بود که استانی هم‌جوار گرجستان بود. در نهایت اقتدار ایران در کاختی احیا شد اما از اسکان ترکان قزلباش در این منطقه جلوگیری شد.

## ظاهر و شخصیت

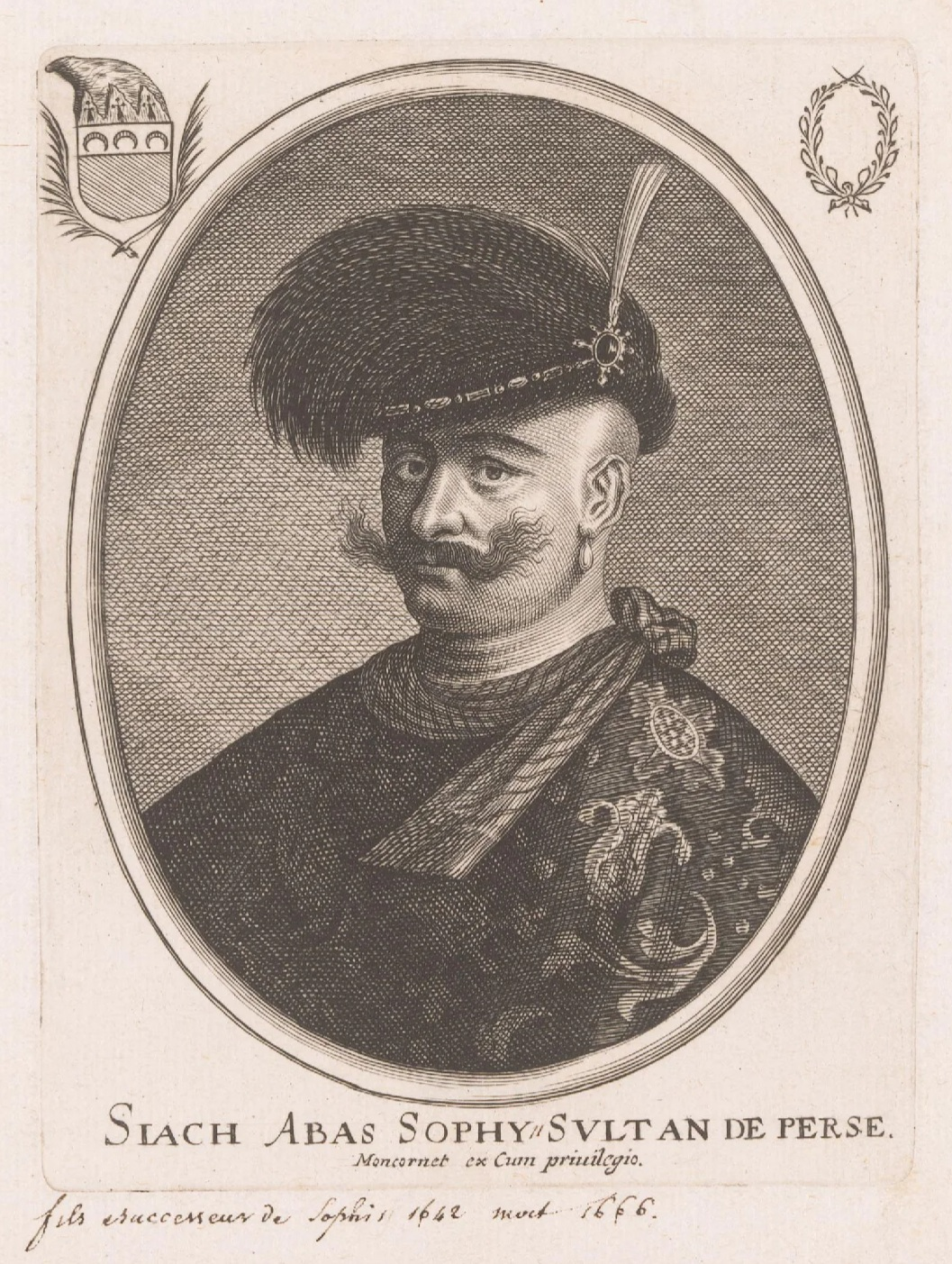
شاه عباس دوم اثر بالتازار مونکورنیت.

شاه عباس دوم از مصاحبت با دانشمندان لذت می‌برد و در دربار وی همواره مباحث علمی برقرار بود. شاه عباس دوم را می‌توان فرزند خلف شاه عباس بزرگ نامید چراکه در زمان وی دگر باره فرهنگ و اقتصاد رونقی تازه گرفت. در این زمان به سبب بسته شدن بازار چین، ساختِ چینیِ ایرانیِ نمونه‌برداری شده از چین به مقدار زیاد، برای مصرف داخلی و به‌خصوص صادرات به اروپا رونق یافت. شاه عباس دوم به گسترش بناهای اصفهان اهمیت زیادی داد و در زمان وی بود که پل خواجو و کاخ چهل‌ستون ساخته شدند. او اهل هنر بود و هنرمندان و نقاشان بسیاری در زمان وی آثار زیبایی به وجود آورد که از آن‌جمله می‌توان از شفیع عباسی، علیقلی جبادار، محمد زمان و معین مصور نام برد. وی در توسعه ادبیات آذربایجانی نیز تلاش بسیاری کرد.
مسافران اروپایی و مردم محلی که از مهمان‌نوازی و شرایط بازار مطلوب دربار ایران تحت تأثیر قرار داشتند، معمولاً شخصیت و طبیعت عباس دوم را مثبت توصیف کرده‌اند. سفیر کمپانی هند شرقی، ژوان کونئیاس، در ماه مارس ۱۶۵۲ به دیدار عباس دوم رفت. به او و بازدیدکنندگان اجازهٔ نوشیدن از جام شراب شاه داده شد، او شاه را با قدی معمولی، تقریباً لاغر، چابک و بدون ریش توصیف کرده است.

## مرگ و آرامگاه

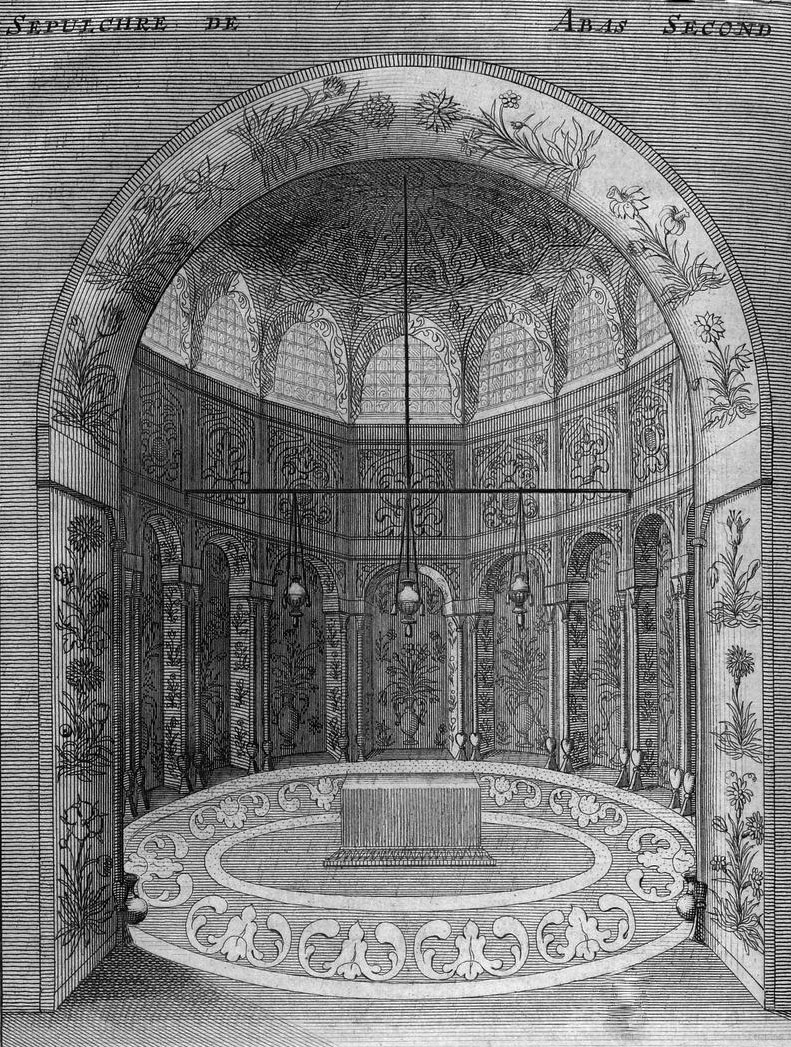
نمای آرامگاه شاه عباس دوم در کتاب ژان شاردن.

شاه عباس دوم در ۲۶ اکتبر ۱۶۶۶ در خسروآباد در نزدیکی دامغان از دنیا رفت و پسرش سام میرزا با نام صفی دوم به سلطنت رسید. او در آرامگاه مخصوصی که در زمان حیاتش در قم ساخته بود به خاک سپرده شد. اما شایعه‌ای بر زبان‌ها جاری بوده که از جمله مصحح چاپ دوم سفرنامه تاورنیه نیز در حاشیه کتاب بدون ذکر مأخذی آن را توضیح داده که: «جنازه شاه عباس دوم را به مشهد بردند.»
ژان شاردن فرانسوی پس از شرح و وصف مفصلی که از تزئینات و تشریفات شاهانه آرامگاه شاه صفی و شاه عباس دوم در قم می‌دهد اثاثیهٔ زرین و اسباب گرانبهای آن را می‌شمارد تا جایی‌که می‌گوید قریب به هشتاد درصد از بودجه کل عواید آستانه قم به مصرف این دو آرامگاه می‌رسد باز هم می‌گوید: «معهذا من اطمینان ندارم که اجساد آن‌ها در همین مزار مدفون باشد زیرا رسم پادشاهان این کشور آن است که مدفون حقیقی خود را مکتوم بدارند به همین جهت هنگام تدفین اجساد سلاطین معمولاً شش تا دوازده دستگاه تابوت به اسم پادشاه معرفی و در جاهای مختلف دفن می‌کنند و جز دو سه نفر از نزدیکان، کسی از محل دفن پادشاه آگاه نیست. شاردن همچنین می‌نویسد که در آن زمان دو گروه قاری قرآن به صورت ۲۴ ساعته بر گور این دو پادشاه، قرآن تلاوت می‌نموده‌اند.»

## خانواده
|                                                |  |  |
| اسماعیل میرزا (سمت راست) و سام میرزا (سمت چپ). |  |  |

همسران
شاه عباس دوم سه بار ازدواج کرد
- نکهت خانم، شاهزاده خانم چرکسی، مادر سام میرزا.
- نورالنسا خانم، شاهزاده خانم گرجی از کاختی، مادر حمزه میرزا.
- اَنوشه خانم (پرنسس آنوکا)، شاهزاده‌خانم گرجی از کارتلی.

فرزندان
سام میرزا با نام شاه صفی دوم (درگذشته ۱۶۹۴) جانشین پدرش شد. سه تن از پسران دیگر شاه عباس دوم بعد از سقوط اصفهان در سال ۱۷۲۵ به قتل رسیدند.
- سام میرزا، جانشین پدرش شد.
- اسماعیل میرزا، بعد از مرگ پدرش کور شد.
- حمزه میرزا، بعد از مرگ پدرش کور شد.
- فرخ میرزا، به هند رفت و از خواستگاران زیب‌النسا بود
- یک دختر به نام سنا شاه سلطان
- و یک دختر دیگر مرگ در نوزادی

.

## سکه‌ها

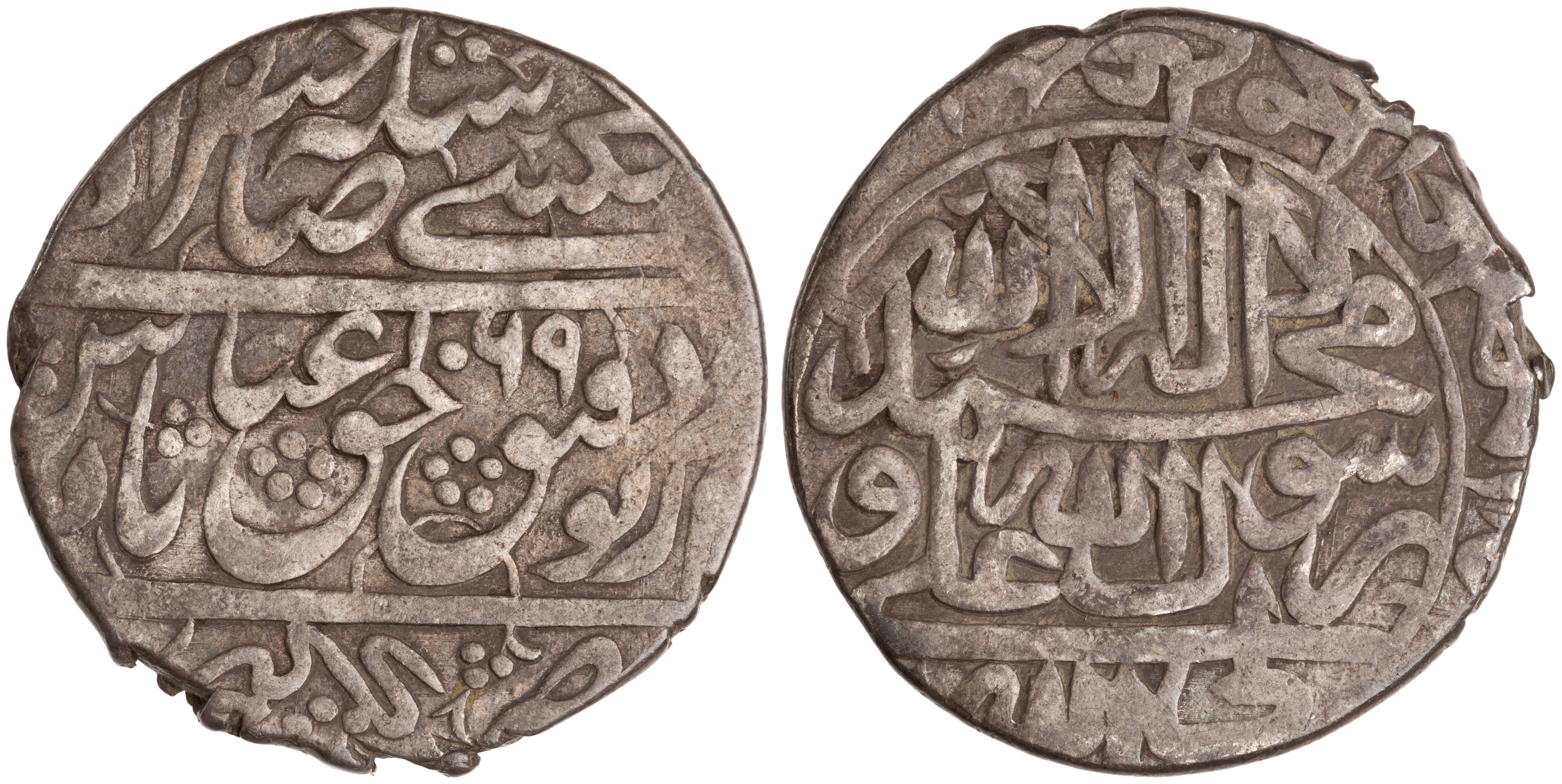
سکه شاه عباس دوم ضرب گنجه ۱۰۶۹ قمری.

نوشته‌های روی سکه‌های دوره شاه عباس دوم:
«بنده شاه ولایت عباس»
«بگیتی سکه صاحبقرانی / زد از توفیق حق عباس ثانی»
«بگیتی آنکه اکنون سکه صاحبقرانی زد / ز توفیق خدا کلب علی عباس ثانی زد»
پشت سکه‌ها نیز شعار شیعه و نام دوازده امام حک شده است.

## میراث
یکی از ویژگی‌های برجسته شاه عباس دوم که او را از پدرش و نیز جانشینانش متمایز می‌کرد، توجه دائمی و پایدارش به امور حکومتی بود؛ این ویژگی حتی در اوج مصرف شراب یا دوران بیماری نیز در او کاهش نیافت. به‌گفته مورخانی چون رودی مته، عباس دوم واپسین پادشاه نیرومند دودمان صفوی به‌شمار می‌آید و در کنار شاه اسماعیل یکم و شاه عباس بزرگ، از جمله سه چهره ممتاز و شاخص در تاریخ فرمانروایی صفویان محسوب می‌شود. برخی بر این باورند که اگر موانع متعدد و چالش‌های خارجی و داخلی بر سر راه او قرار نمی‌گرفت، می‌توانست از سقوط نهایی دولت صفوی جلوگیری کند. مشاهدات اروپاییان در دوران حکومت عباس دوم، ایران را کشوری آباد و برخوردار از راه‌هایی امن‌تر از جاده‌های اروپایی توصیف کرده‌اند. با این حال، این ناظران خارجی از فساد گسترده در دیوان‌سالاری صفوی و پیامدهای منفی لشکرکشی عباس دوم به قندهار که سرآغاز رکود اقتصادی ایران شد، غافل مانده‌اند؛ رکودی که تا پایان حکومت صفوی ادامه یافت.
عباس دوم در مقابله با فساد اداری تلاش‌های جدی انجام داد. او در موارد استبداد، بی‌نظمی یا سوءاستفاده، چه در دستگاه قضایی و چه در نهادهای سیاسی و اداری (اعم از نظامی و غیرنظامی)، به‌سرعت مداخله می‌کرد. برای تضمین اجرای عدالت، چند روز در هفته را به رسیدگی مستقیم به دادخواست‌های عمومی اختصاص داده بود، به‌طوری که در دوران سلطنت او، مردم عادی هنوز می‌توانستند دادخواست‌های خود را شخصاً به او ارائه دهند. او در انتخاب وزرای اعظم خود دقت بسیاری داشت و آنان را از میان اقوام، روحانیان یا غلامان دارای شایستگی‌های مالی و اداری انتخاب می‌کرد. این وزرا از اختیارات کافی برخوردار بودند تا بتوانند سیاست‌های خود را اجرا کنند. نتیجه این مدیریت سنجیده، سلطنتی ۲۴ ساله بود که در مقایسه با دیگر دوره‌ها، نسبتاً آرام، باثبات و بدون شورش‌های جدی سپری شد. سال‌هایی چون ۱۶۶۰ و ۱۶۶۹ در منابع ایرانی به‌عنوان سال‌هایی بی‌حادثه توصیف شده‌اند. همچنین بسیاری از سیاحان غربی که بعدها در دوران سلطنت شاه سلیمان به ایران سفر کردند، از روزگار عباس دوم با حسرت و نوستالژی یاد کرده‌اند. پس از سقوط دولت صفوی در سال ۱۷۲۲، برخی مفسران، عباس دوم را پادشاهی نیرومند توصیف کردند که برای مدتی زوال حکومت را متوقف ساخت. مورخان معاصر، از جمله هانس روبرت رومر، او را پادشاهی عادل، بخشنده و حتی آزاداندیش می‌دانند که مرگش پایان دوره‌ای طولانی از رفاه و آرامش در تاریخ صفوی بود.

## نگارخانه

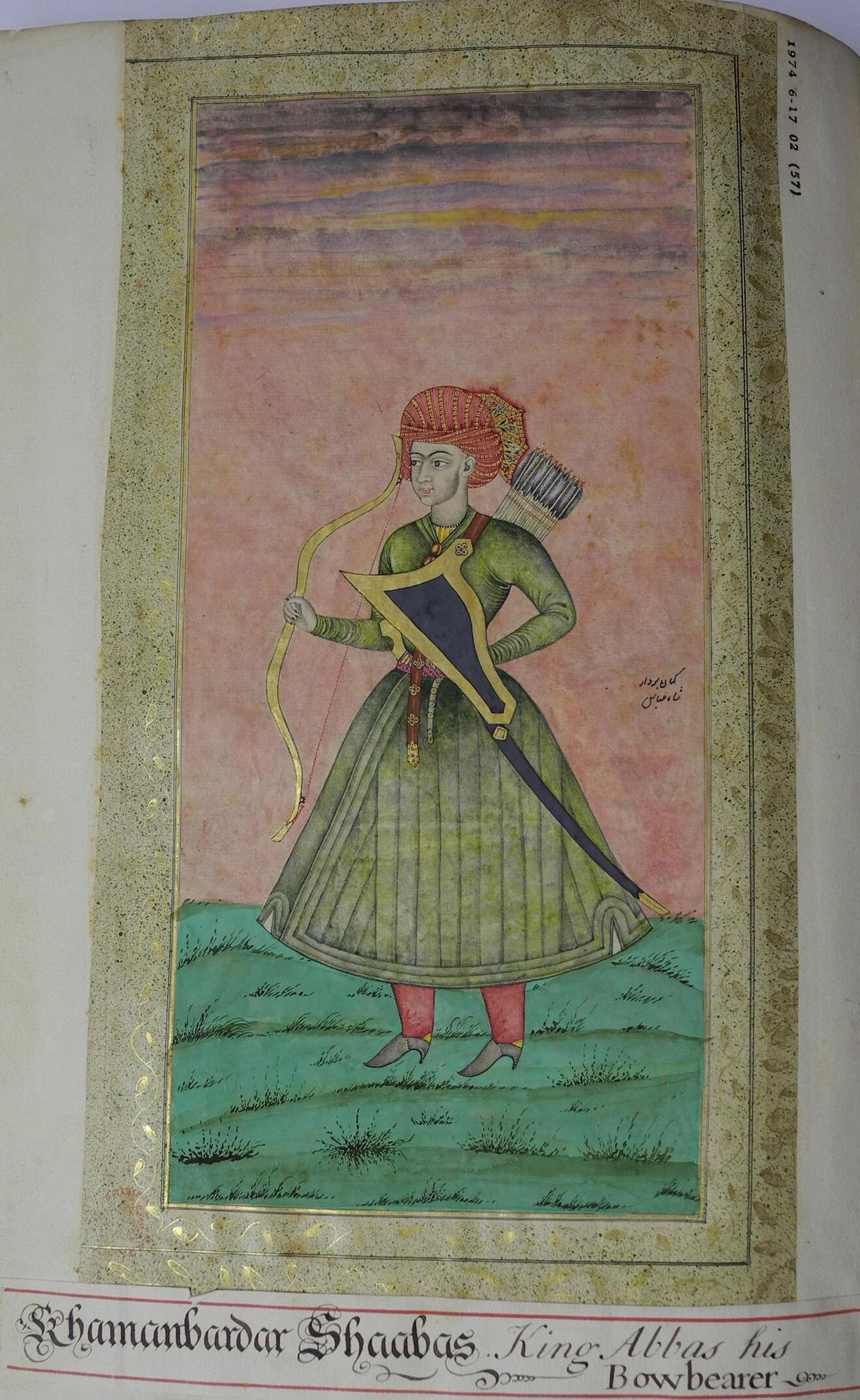
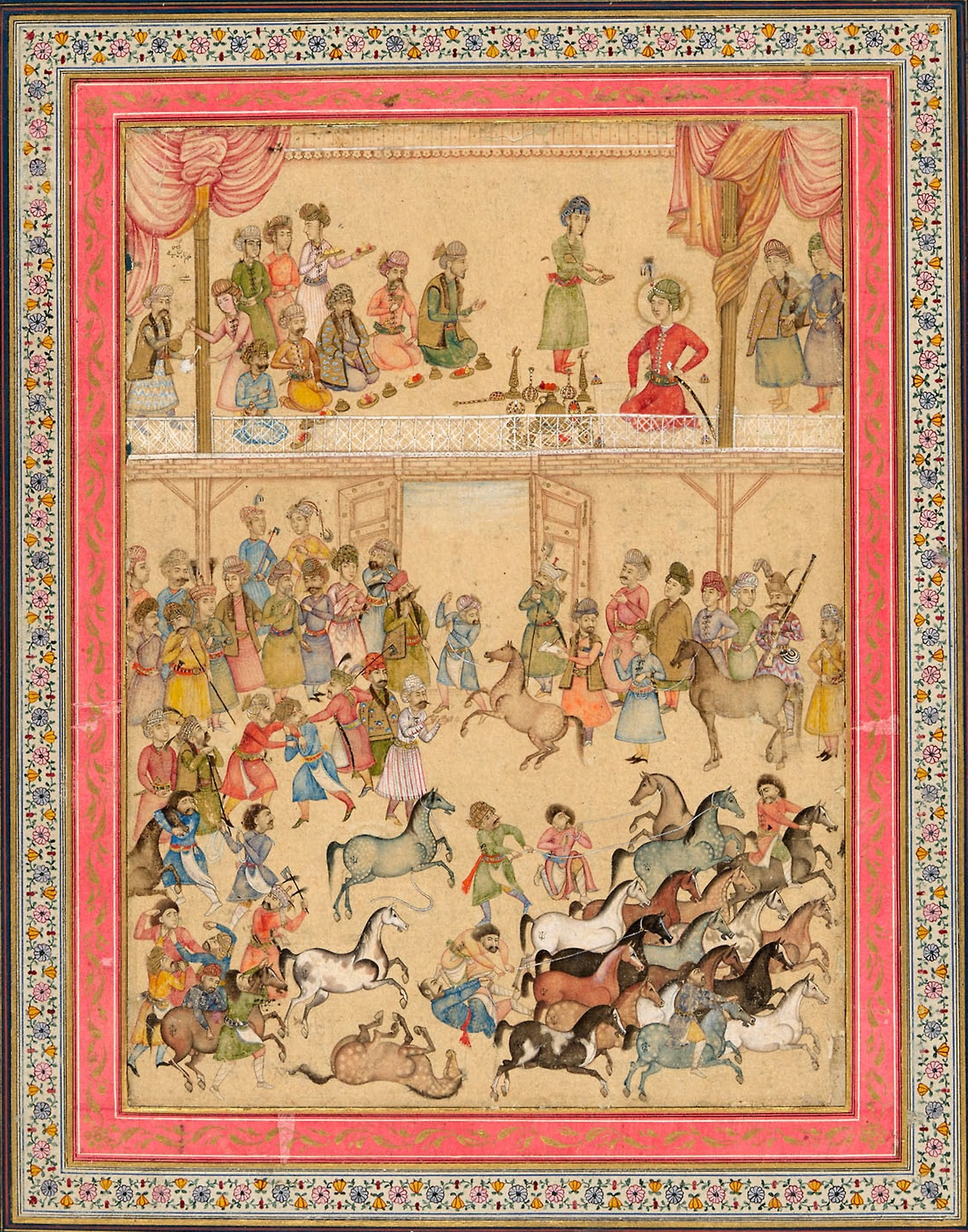
شاه عباس دوم همراه با درباریان اثر علیقلی جبادار.
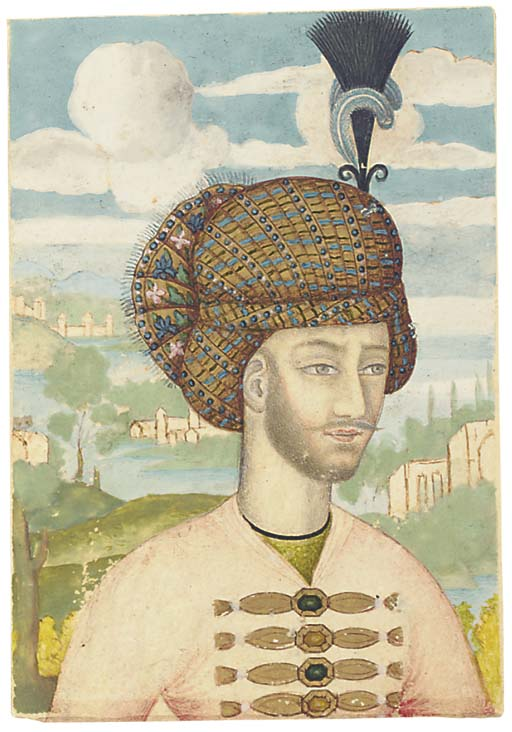
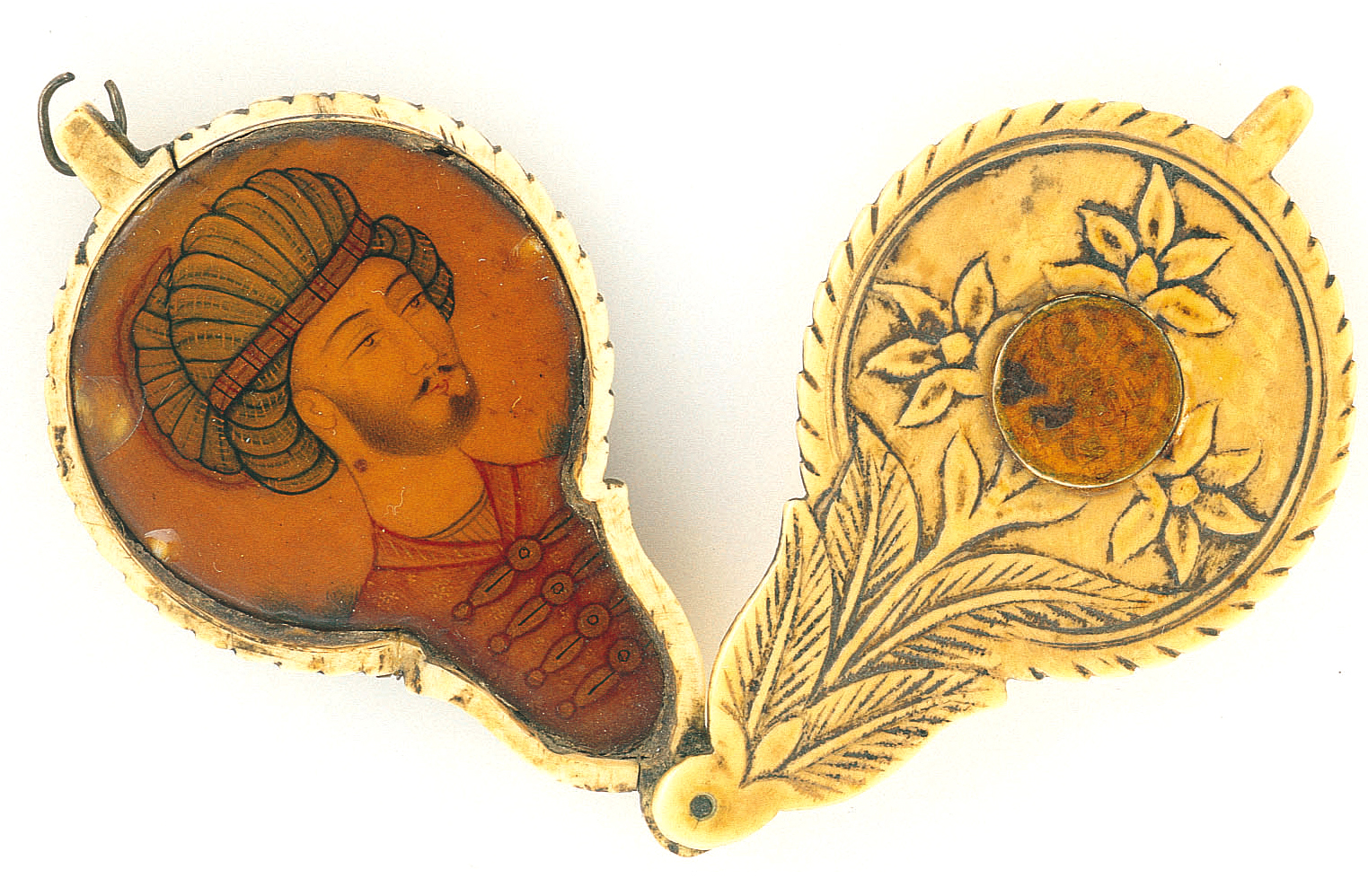
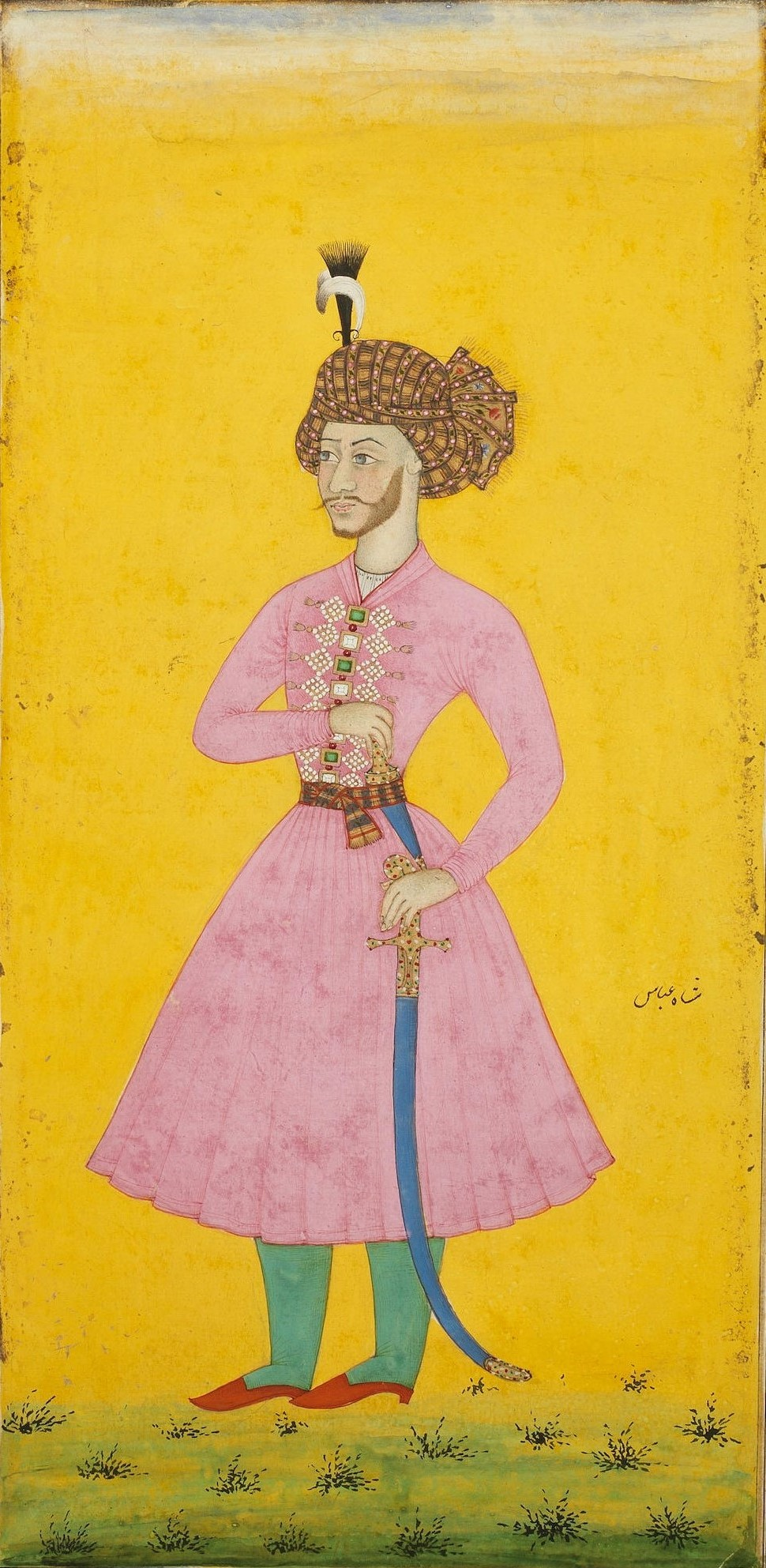
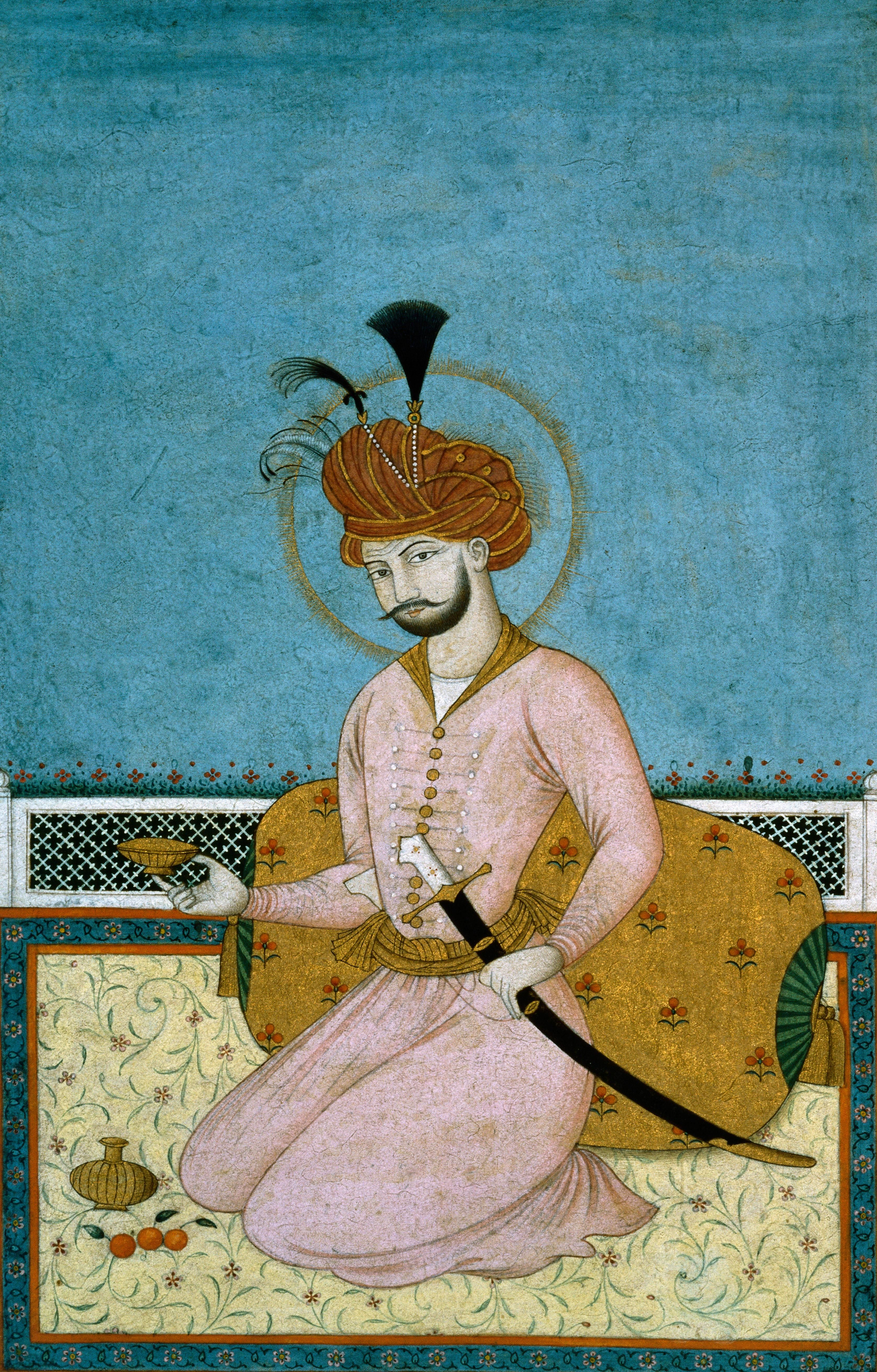
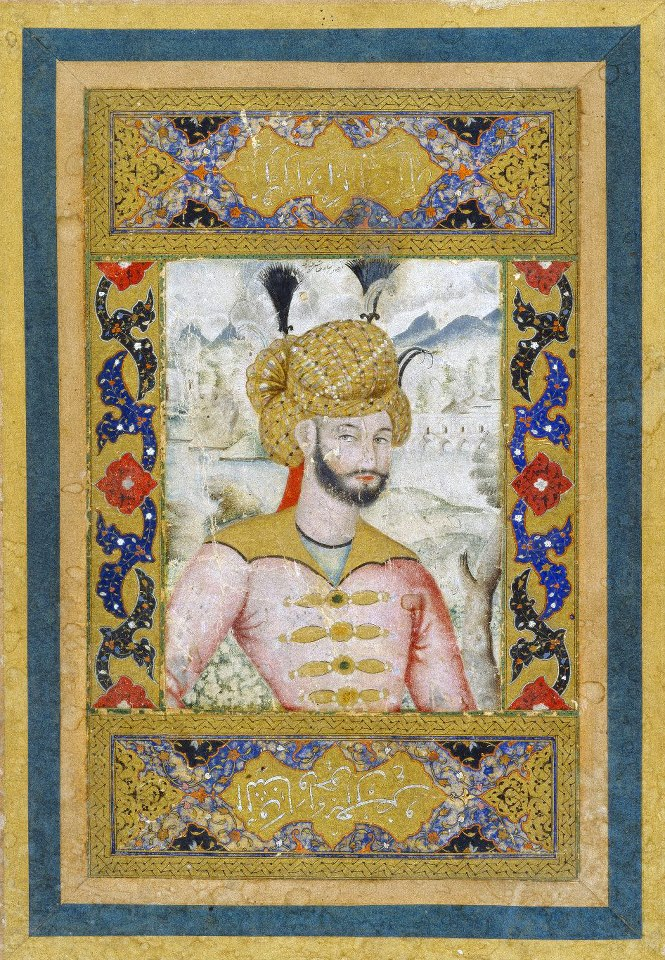
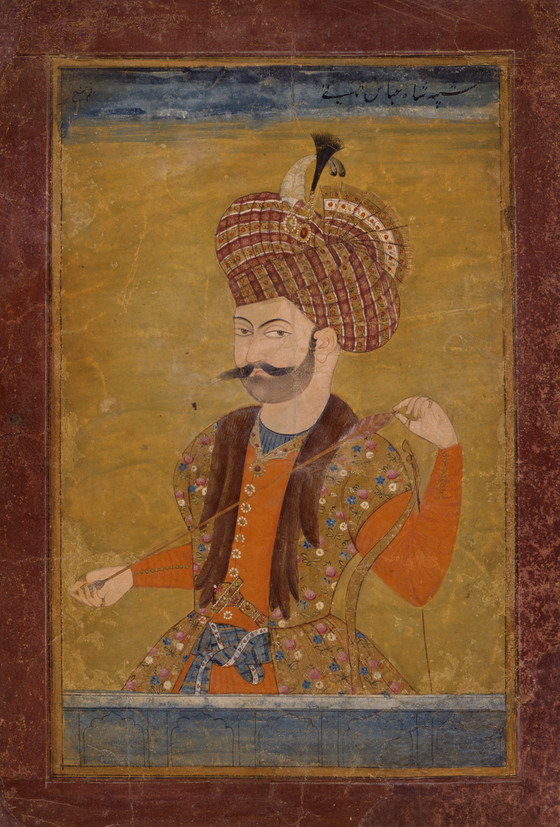
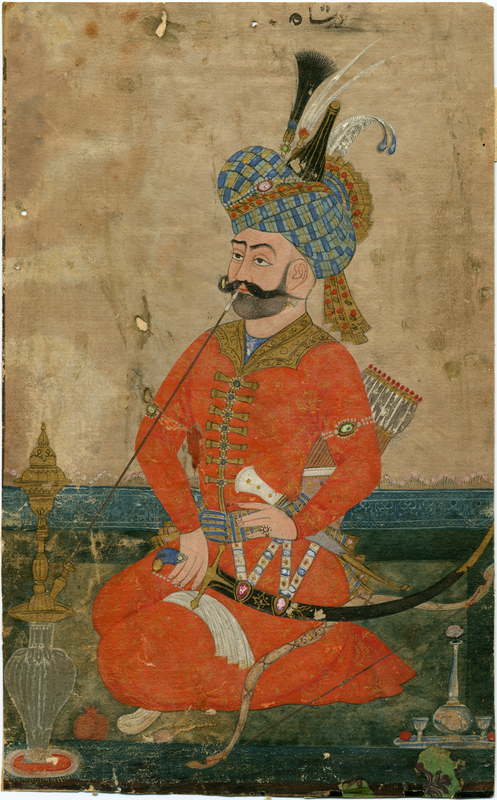
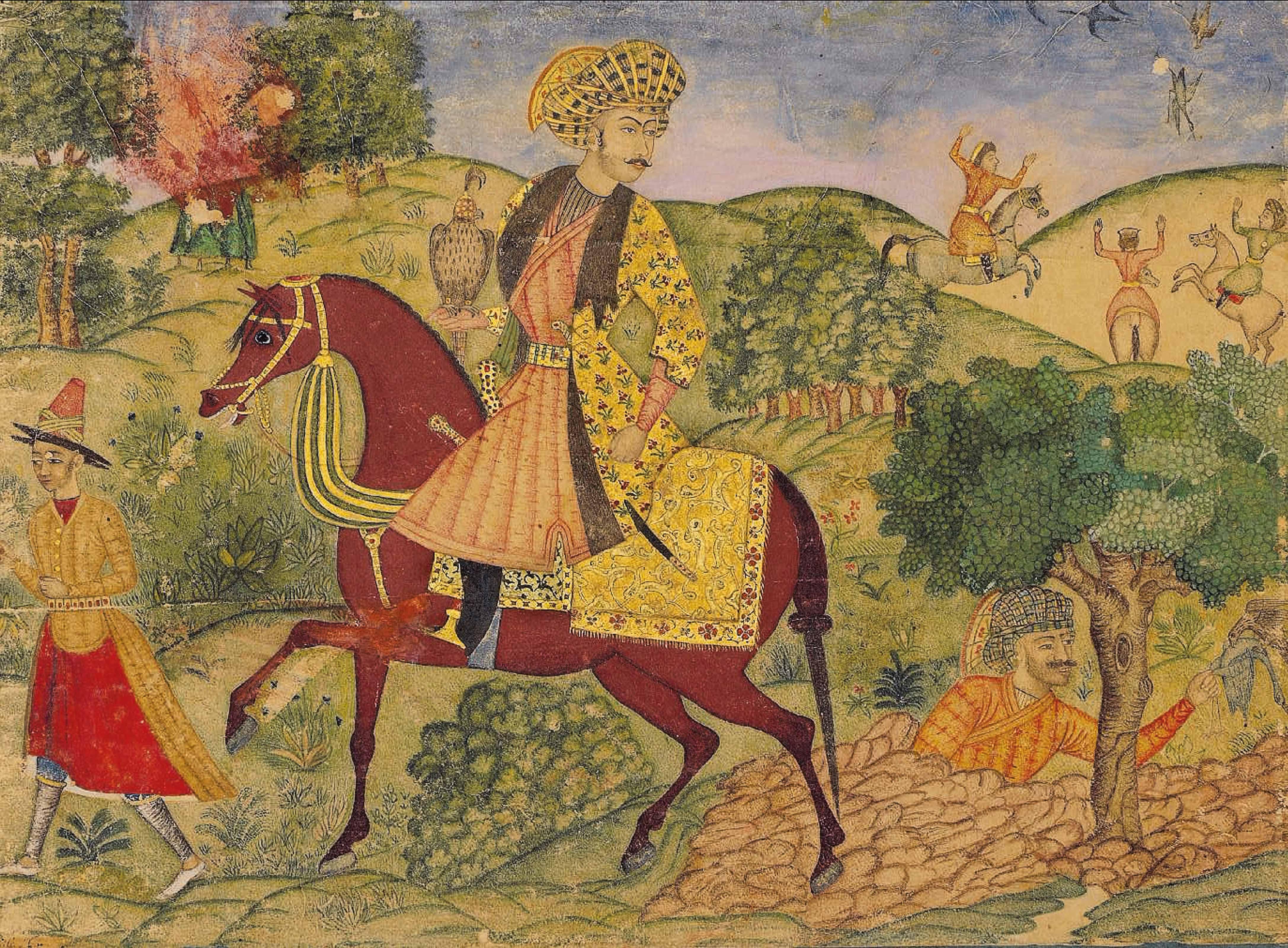
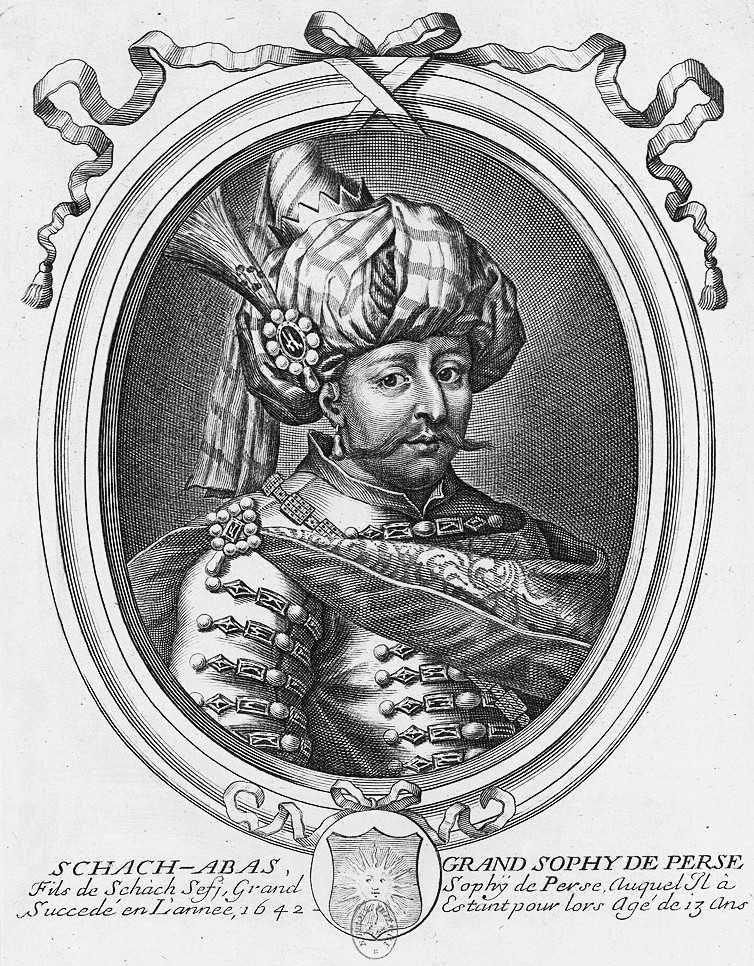
نگاره شاه عباس دوم اثر نقاش فرانسوی.
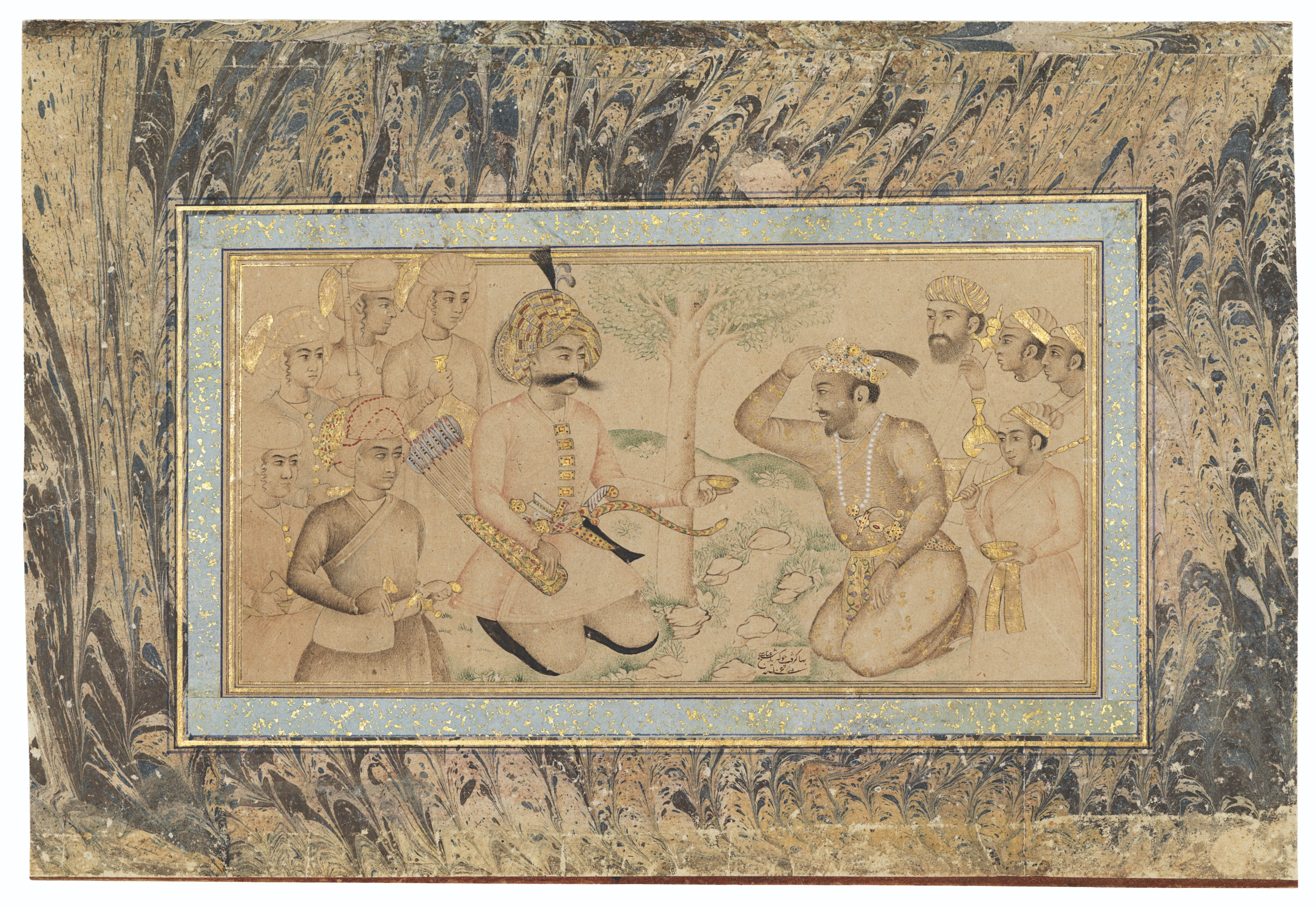
مجلس شاه عباس دوم و سفیر هند اثر شیخ عباسی  ۱۰۶۵ قمری.
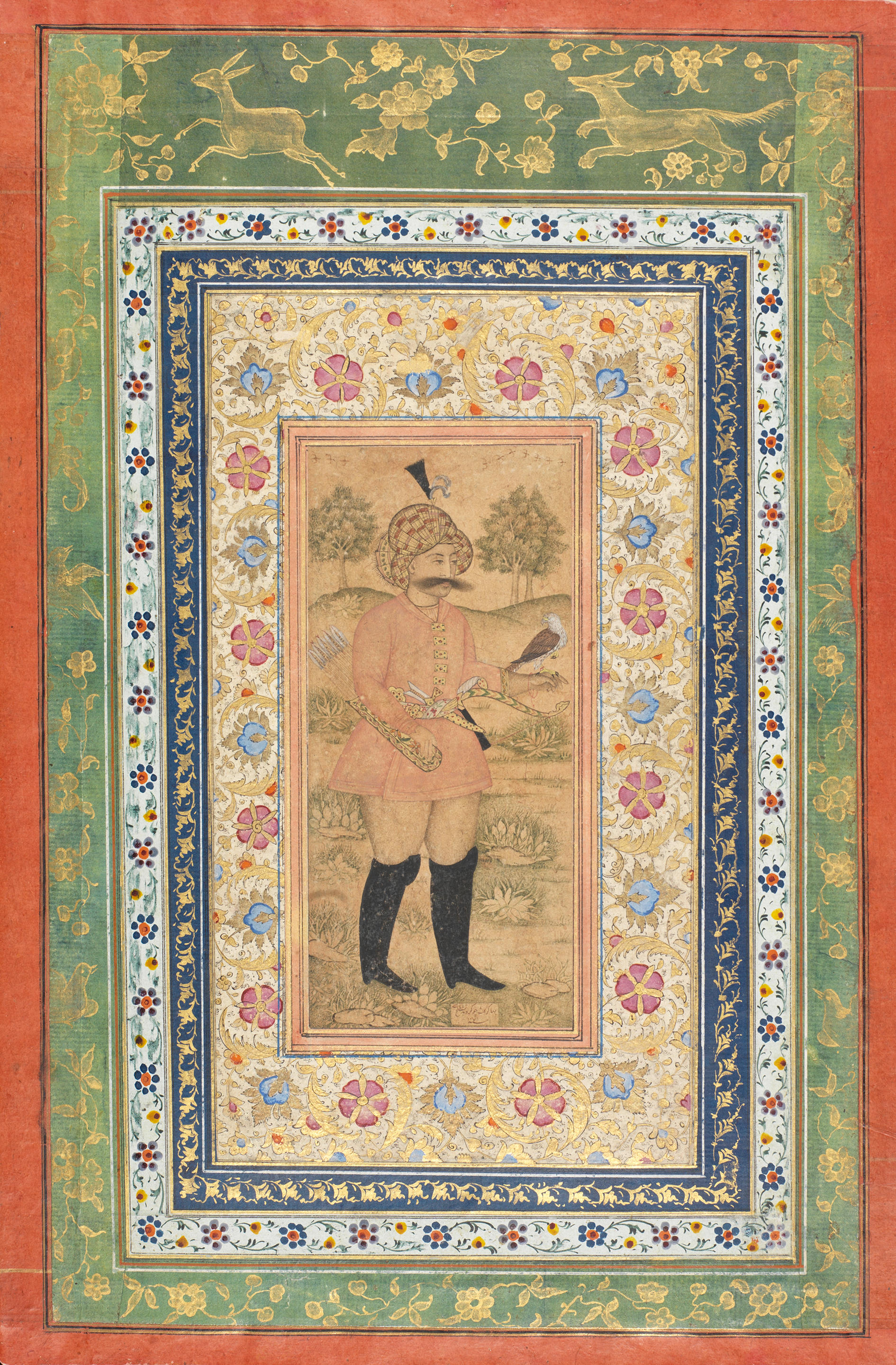
شاه عباس دوم اثر شیخ عباسی سال ۱۰۷۱ قمری.
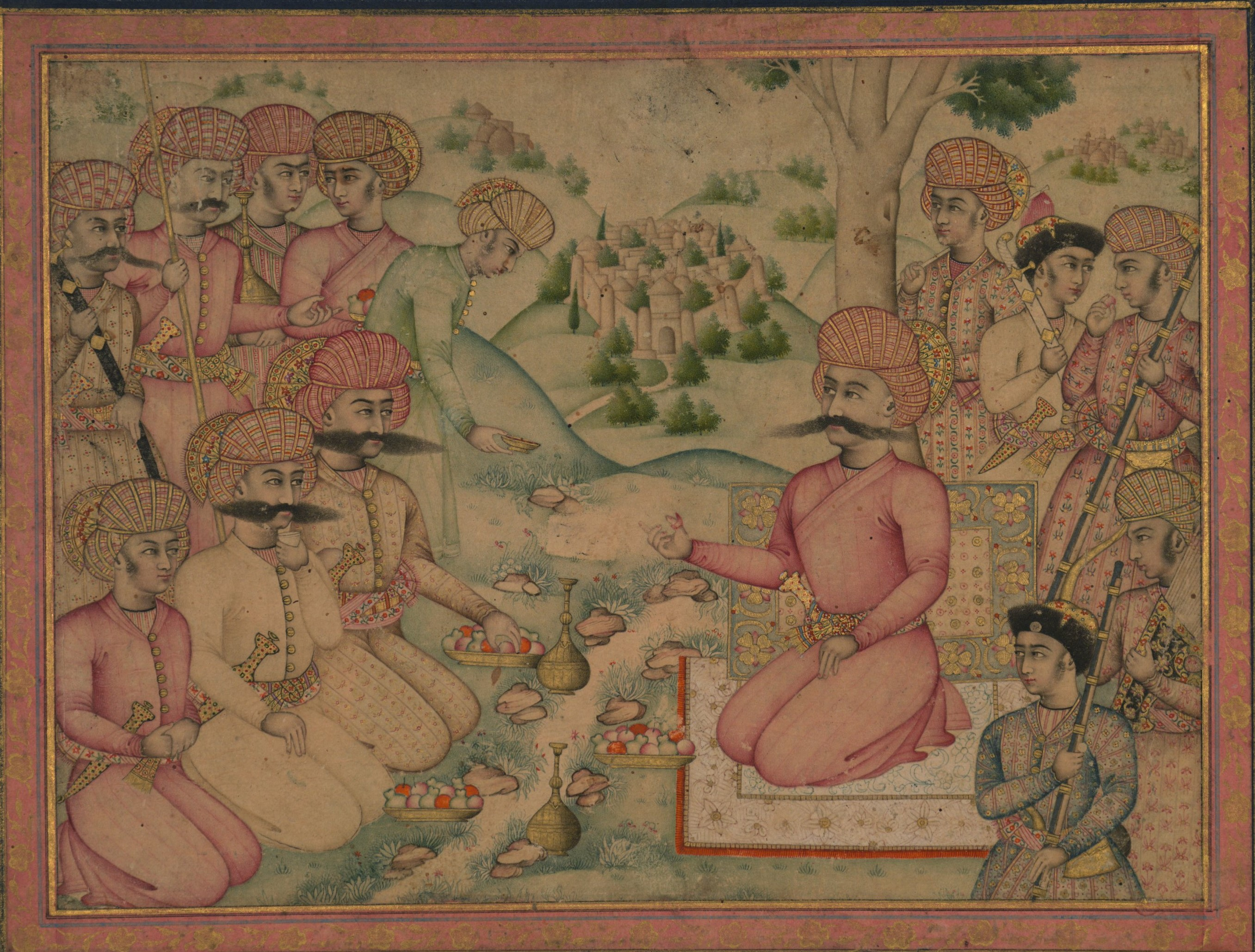